# The Fable (manga)
The Fable (ザ・ファブル) est un manga seinen écrit et dessiné par Minami Katsuhisa. Il est prépublié entre novembre 2014 et novembre 2019, dans le magazine Weekly Young Magazine de l'éditeur Kōdansha, et est compilé en un total de 22 volumes. La version française est éditée par Pika Édition depuis avril 2021.
Une adaptation en film live produite par les studios Geek Pictures et Shochiku est diffusée en juin 2019. La seconde adaptation / suite est sortie en juin 2021.

## Synopsis
Muni de son arme favorite, un pistolet Nighthawk couleur anthracite, "Fable" est un tueur professionnel craint de toute la pègre japonaise. Hommes politiques, mafieux, personnalités publiques... Ce génie de l'assassinat peut envoyer n'importe laquelle de ses cibles six pieds sous terre. Et en six secondes, si le cœur lui en dit. Sauf qu'un beau jour, son commanditaire lui ordonne de tout mettre en pause et de mener la vie d'un citoyen ordinaire, dans la planque d'un clan de yakuzas à Osaka. Interdiction de tuer ou d'attaquer qui que ce soit pendant une année entière. Pour cette arme humaine au tempérament imprévisible, entourée de criminels à la gâchette facile, c'est le plus dur des contrats qui commence...

## Personnages
- Akira Satō (pseudonyme) (佐藤明, Satō Akira?) / Fable (ファブル?) est un assassin de génie mais imprévisible.
- Yōko Satō (pseudonyme) (佐藤洋子, Satō Yōko?) est l'assistante dévouée de Fable. Elle fait de son mieux pour le canaliser.
- Takeshi Ebihara (海老原剛士?) est le lieutenant du clan Maguro qui accueille Fable à Taihei. C'est un yakuza frustré et méfiant.
- Hiroshi Hamada (浜田広志?) est le boss du clan Maguro de Taihei.
- Boss (ボス?) est le patron de Fable durant sa période d'assassin professionnel.
- Takahashi (高橋?) est un sous-fifre du clan Maguro. Il est obligé de surveiller Fable en cachette. Il fantasme sur Yōko.

## Manga
Le premier chapitre de The Fable est publié le 1er novembre 2014 dans le magazine Weekly Young Magazine. Depuis, la série a été éditée sous forme de tankōbon par Kōdansha et compte au total 22 tomes.
La version française est publiée par Pika Édition à partir d'avril 2021.
Une série dérivée, aussi intitulé The Fable, a été publié sur la plateforme Comic Days du 6 mars 2018 au 26 février 2019,. Un volume relié est publié au Japon le 5 juin 2020 par Kōdansha avec des histoires inédites réalisées par Minami Katsuhisa,.
Une suite nommée The Fable: The Second Contact débute le 19 juillet 2021 dans le magazine Weekly Young Magazine de l'éditeur Kōdansha.

### Liste des volumes

#### The Fable
| no | Japonais         | Japonais          | Français          | Français          |
| no | Date de sortie   | ISBN              | Date de sortie    | ISBN              |
| --- | ---------------- | ----------------- | ----------------- | ----------------- |
| 1 | 6 mars 2015      | 978-4-06-382563-3 | 21 avril 2021     | 978-2-8116-5707-9 |
| Liste des chapitres : - Chapitre 1 : Déménagement (お引っ越し, O hikkoshi) - Chapitre 2 : Les Satō (佐藤兄妹, Satō keimai) - Chapitre 3 : Le chef de clan et son lieutenant (組長と若頭, Kumichō to wakagashira) - Chapitre 4 : Un nouveau chez-soi (新居にて, Shinkyo nite) - Chapitre 5 : Sniper sur le toit (屋上のスナイパー, Okujō no sunaipaa) - Chapitre 6 : Jackal (ジャッカル, Jakkaru) - Chapitre 7 : Champion (チャンピオン, Chanpion) - Chapitre 8 : Une soirée formidable (素晴らしい夜, Subarashī yoru) |                  |                   |                   |                   |
| 2 | 5 juin 2015      | 978-4-06-382613-5 | 16 juin 2021      | 978-2-8116-5708-6 |
| Liste des chapitres : - Chapitre 9 : Ordre du patron (ボスの指令, Bosu no shirei) - Chapitre 10 : Allons faire les courses (お買い物に行こう, O kaimono ni ikō) - Chapitre 11 : Le chat et la souris (鬼ごっこ, Onigokko) - Chapitre 12 : Un petit nom pour nos amis ♡ (名前をつけましょう, Namae o tsukemashō) - Chapitre 13 : Deux invitations (ふたつのお誘い, Futatsu no osasoi) - Chapitre 14 : A chacun son trésor (宝物たち, Takaramono-tachi) - Chapitre 15 : Ex-catcheur (元レスラー, Moto resurā) - Chapitre 16 : Rêve et espoir (夢と希望, Yume to kibō) - Chapitre 17 : Conversation sur la vie (命の話‥‥。, Inochi no hanashi...) - Chapitre 18 : Un garçon tout mignon ♡ (カワイイ男の子, Kawaī otokonoko) - Chapitre 19 : Allez, Takahashi ♡ (おいで高橋, Oide Takahashi) |                  |                   |                   |                   |
| 3 | 4 septembre 2015 | 978-4-06-382666-1 | 18 août 2021      | 978-2-8116-5709-3 |
| Liste des chapitres : - Chapitre 20 : Un feuilleton à l'eau de rose (青春ドラマ‥‥。, Seishun dorama...) - Chapitre 21 : Le nouveau Jackal (新ジャッカル, Shin Jakkaru) - Chapitre 22 : L'homme et son CV (男の履歴書, Otoko no rirekisho) - Chapitre 23 : Une femme nommée Misaki (ミサキという女, Misaki to iu on'na) - Chapitre 24 : Tu m'écoutes quand je te parle ?! (聞いとんのかコラ！！, Kii ton no ka kora!!) - Chapitre 25 : Romantique ♪ (ロマンチック♪, Romanchikku ♪) - Chapitre 26 : Célébration de sortie de prison (出所祝い, Shussho iwai) - Chapitre 27 : Le diner de bienvenue ♪ (夜の歓迎会♪, Yoru no kangei-kai ♪) - Chapitre 28 : Un homme qui en veut ♥ (ハングリーな男, Hangurīna otoko) - Chapitre 29 : Un homme furieux ♥ (アングリーな男, Angurīna otoko) - Chapitre 30 : Dans la montagne (山の中‥‥。, Yama no naka...) |                  |                   |                   |                   |
| 4 | 4 décembre 2015  | 978-4-06-382713-2 | 13 octobre 2021   | 978-2-8116-5710-9 |
| Liste des chapitres : - Chapitre 31 : Kojima et Takahashi (小島と高橋, Kojima to Takahashi) - Chapitre 32 : L'homme venu saluer (アイサツに来た男, Aisatsu ni kita otoko) - Chapitre 33 : Une poule mouillée (弱っちいヤツ, Yowatchī Yatsu) - Chapitre 34 : Je m'ennuie à mourir ♪ - Partie 1 (おヒマなんだもの♪, O himana nda mono ♪) - Chapitre 35 : Réalisme ♥ (現実主義, Genjitsushugi) - Chapitre 36 : Histoire de sexe... (ＳＥＸのお話‥‥。, SEX no ohanashi...) - Chapitre 37 : Je m'ennuie à mourir ♪ - Partie 2 (おヒマなんだものＰＡＲＴ２♪, O himana nda mono PART 2 ♪) - Chapitre 38 : Et tellement de temps à tuer ♪ (だってだって、なんだもの♪, Datte datte,na nda mono ♪) - Chapitre 39 : Allons camper ♪ (キャンプしようよ♪, Kyanpu shiyō yo ♪) - Chapitre 40 : Bienvenue, petit lion ♥ (ライオンさん、いらっしゃい, Raion-san, irasshai) - Chapitre 41 : 'L'homme qui met les mains dans le cambouis (ぬかるみの男‥‥。, Nukarumi no otoko...)            |                  |                   |                   |                   |
| 5 | 4 mars 2016      | 978-4-06-382745-3 | 8 décembre 2021   | 978-2-8116-5711-6 |
| Liste des chapitres : - Chapitre 42 : Pour parler affaires ♪ (ビジネスのお話です♪, Bijinesu no ohanashidesu ♪) - Chapitre 43 : Histoire de jazz ♪ (ジャズのお話です♪, Jazu no ohanashidesu ♪) - Chapitre 44 : Un genre de tueur à gages (もしかして殺し屋‥‥。, Moshikashite koroshi-ya...) - Chapitre 45 : L'homme de "la réserve" (倉庫の男‥‥。, Sōko no otoko...) - Chapitre 46 : Hé, Satō ! (おい佐藤ォーー！！, Oi Satō ōo !!) - Chapitre 47 : L'homme d'il y trois ans (３年ぶりの男‥‥。, 3-Nen-buri no otoko...) - Chapitre 48 : Vous m'en voyez navré ♪ (ゴメリンコ♪, Gomerinko ♪) - Chapitre 49 : La fantôme du balcon (ベランダの怪人‥‥。, Beranda no kaijin...) - Chapitre 50 : Un honnête homme (まともな男‥‥。, Matomona otoko...) - Chapitre 51 : Un homme qui veut en découdre (殺りたい男‥‥。, Yaritai otoko...) - Chapitre 52 : Culasse (銃身──。, Jūshin ──)                                                                                             |                  |                   |                   |                   |
| 6 | 6 juin 2016      | 978-4-06-382796-5 | 16 février 2022   | 978-2-8116-6425-1 |
| Liste des chapitres : - Chapitre 53 : Le porte-bonheur de Yôko ♪ (ヨウコのお守り♪, Yōko no omamori ♪) - Chapitre 54 : Ce jour qu'est demain... (明日という日‥‥。, Ashita to iu hi...) - Chapitre 55 : Une journée fatidique ♪ (運命の一日です♪, Unmei no tsuitachidesu ♪) - Chapitre 56 : Un visiteur innatendu (突然のお客人‥‥。, Totsuzen no okyaku hito...) - Chapitre 57 : Une aciérie à étage ♪ (二階建ての鉄工所♪, Nikaidate no tekkōjo ♪) - Chapitre 58 : Ebihara, Ebihara ♪ (海老原くん、海老原くん♪, Ebihara-kun, Ebihara-kun ♪) - Chapitre 59 : Une histoire de couteau... (ナイフのお話‥‥。, Naifu no ohanashi...) - Chapitre 60 : Le bruit du moustique ♪ (モスキート音♪, Mosukīto-on ♪) - Chapitre 61 : Amateur et professionnel ♪ (シロートとプロ♪, Shirōto to puro ♪) - Chapitre 62 : Fumée blanche... (白い煙‥‥。, Shiroi kemuri...) - Chapitre 63 : Il y a toujours meilleur (上には上──。, Ue ni wa ue)                                                 |                  |                   |                   |                   |
| 7 | 6 septembre 2016 | 978-4-06-382847-4 | 20 avril 2022     | 978-2-8116-5713-0 |
| Liste des chapitres : - Chapitre 64 : L'homme dans le coffre... (トランクの男‥‥。, Toranku no otoko...) - Chapitre 65 : Autre chose à faire... (やるべき事‥‥。, Yarubekikoto...) - Chapitre 66 : Aniki... Aniki... (アニキ‥‥アニキ‥‥。, Aniki... aniki...) - Chapitre 67 : Malgré ce qu'il a fait... (これでも俺には‥‥。, Kore demo oreniha...) - Chapitre 68 : Quittes de chez quittes ! (チャラや、チャラ！！, Chara ya, chara !!) - Chapitre 69 : Maître, maître, ô mon maître ♪ (先生、先生、大先生♪, Sensei, sensei, ōsensei ♪) - Chapitre 70 : Vous êtes tous pareils (どいつもこいつも‥‥。, Do itsumo koitsu mo...) - Chapitre 71 : Un homme trop désespéré (必死すぎる男‥‥。, Hisshi sugiru otoko...) - Chapitre 72 : Je vous adore, grand frère ! (好きです兄さん！！, Sukidesu nīsan !!) - Chapitre 73 : Un cadeau du patron ♪ (ボスの贈り物♪, Bosu no okurimono♪) - Chapitre 74 : Mission "survivalisme" (もしかしてサバイバル‥‥。, Moshikashite sabaibaru...) |                  |                   |                   |                   |
| 8 | 6 décembre 2016  | 978-4-06-382887-0 | 15 juin 2022      | 978-2-8116-5714-7 |
| Liste des chapitres : - Chapitre 75 : L'homme qui faisait de son mieux (精一杯の男‥‥。, Seiippai no otoko...) - Chapitre 76 : L'homme qui devait d'abord manger (腹ごしらえの男‥‥。, Haragoshirae no otoko...) - Chapitre 77 : L'homme qui voulait pleurer (泣きたい男‥‥。, Nakitai otoko...) - Chapitre 78 : L'homme à la tente (テントの男‥‥。, Tento no otoko...) - Chapitre 79 : L'homme au bord de la rivière (川沿いの男‥‥。, Kawa-zoi no otoko...) - Chapitre 80 : L'homme sur le point d'être bouffé (食われる男‥‥。, Kuwa reru otoko...) - Chapitre 81 : L'homme qui s'était coupé les cheveux (断髪の男‥‥。, Danpatsu no otoko...) - Chapitre 82 : L'homme qui bandait (勃つ男‥‥。, Tatsu otoko...) - Chapitre 83 : L'homme penché en avant (前かがみな男‥‥。, Maekagamina otoko...) - Chapitre 84 : L'homme-jouet (おもちゃの男‥‥。, Omocha no otoko...) - Chapitre 85 : L'homme-tequila (テキーラの男‥‥。, Tekīra no otoko...)                                |                  |                   |                   |                   |
| 9 | 6 mars 2017      | 978-4-06-382932-7 | 7 septembre 2022  | 978-2-8116-5715-4 |
| Liste des chapitres : - Chapitre 86 : ヤリたい男‥‥。 (Yaritai otoko...) - Chapitre 87 : 下山の男‥‥。 (Gezan no otoko...) - Chapitre 88 : ウツボレイ‥‥。 (Utsuborei...) - Chapitre 89 : イサキツトム‥‥。 (Isakitsutomu...) - Chapitre 90 : サバヒナコ‥‥。 (Sabahinako...) - Chapitre 91 : スズキヒロシ‥‥。 (Suzukihiroshi...) - Chapitre 92 : カイヌマエツジ‥‥。 (Kainumaetsuji...) - Chapitre 93 : カワヒラケンジ‥‥。 (Kawahirakenji...) - Chapitre 94 : ジグソーパズル‥‥。 (Jigusōpazuru...) - Chapitre 95 : フードとコード‥‥。 (Fūdo to kōdo...) - Chapitre 96 : カンパイのパイ‥‥。 (Kanpai no pai...) |                  |                   |                   |                   |
| 10 | 6 juin 2017      | 978-4-06-382975-4 | 12 octobre 2022   | 978-2-8116-5716-1 |
| Liste des chapitres : - Chapitre 97 : コケコッコー‥‥。 (Kokekokkō...) - Chapitre 98 : アニイモウト‥‥。 (Aniimouto...) - Chapitre 99 : メモリーカード‥‥。 (Memorīkādo...) - Chapitre 100 : サンタクロース‥‥。 (Santakurōsu...) - Chapitre 101 : メルヘンちゃん‥‥。 (Meruhen-chan) - Chapitre 102 : 配達員‥‥。 (Haitatsuin...) - Chapitre 103 : マーフィーの法則‥‥。 (Māfī no hōsoku...) - Chapitre 104 : 貝沼親子‥‥。 (Kainuma oyako...) - Chapitre 105 : ウソと嘘‥‥。 (Uso to uso...) - Chapitre 106 : 屈辱の夜‥‥。 (Kutsujoku no yoru...) - Chapitre 107 : よからぬ朝‥‥。 (よからぬ朝‥‥。) |                  |                   |                   |                   |
| 11 | 6 septembre 2017 | 978-4-06-510154-4 | 23 novembre 2022  | 978-2-8116-5717-8 |
| Liste des chapitres : - Chapitre 108 : しくじりの男‥‥。 (Shikujiri no otoko...) - Chapitre 109 : ２４時間‥‥。 (24-Jikan...) - Chapitre 110 : 怪しき来客‥‥。 (Ayashiki raikyaku...) - Chapitre 111 : 水とティッシュ‥‥。 (Mizu to tisshu...) - Chapitre 112 : 教わる男‥‥。 (Osowaru otoko...) - Chapitre 113 : 落ちた男‥‥。 (Ochita otoko...) - Chapitre 114 : 残念な夜‥‥。 (Zan'nen'na yoru...) - Chapitre 115 : トナカイの男‥‥。 (Tonakai no otoko...) - Chapitre 116 : 坊やと男たち‥‥。 (Bōya to otoko-tachi...) - Chapitre 117 : 悪党たちのＡＢＣ‥‥。 (Akutō-tachi no ABC...) - Chapitre 118 : 蛇の道の男‥‥。 (Hebinomichi no otoko...) |                  |                   |                   |                   |
| 12 | 6 décembre 2017  | 978-4-06-510530-6 | 15 mars 2023      | 978-2-8116-5718-5 |
| Liste des chapitres : - Chapitre 119 : La fille du surlendemain (あさっての女‥‥。, Asatte no on'na...) - Chapitre 120 : L'homme au dispositif (仕掛ける男‥‥。, Shikakeru otoko...) - Chapitre 121 : Kôichi Kawahira (カワヒラコウイチ‥‥。, Kawahirakouichi...) - Chapitre 122 : L'homme face à la porte (ドア前の男‥‥。, Doa mae no otoko...) - Chapitre 123 : L'homme de la supérette (コンビニの男‥‥。, Konbini no otoko...) - Chapitre 124 : Sur un chemin forestier (林道にて‥‥。, Rindō nite...) - Chapitre 125 : La femme qui rampe (這う女‥‥。, Hau on'na...) - Chapitre 126 : Klaxon (クラクション‥‥。, Kurakushon...) - Chapitre 127 : Espèce d'enflure (クソ野郎‥‥。, Kuso yarō...) - Chapitre 128 : Berceuse sous un ciel étoilé (星空のララバイ‥‥。, Hoshizora no rarabai...) - Chapitre 129 : Un mec rapide (速い男‥‥。, Hayai otoko...) |                  |                   |                   |                   |
| 13 | 6 mars 2018      | 978-4-06-511090-4 | 21 juin 2023      | 978-2-8116-5719-2 |
| Liste des chapitres : - Chapitre 130 : 備えし男‥‥。 (Sonaeshi otoko) - Chapitre 131 : 立つ女‥‥。 (Tatsu on'na) - Chapitre 132 : その後の男‥‥。 (Sonogo no otoko) - Chapitre 133 : 消える男‥‥。 (Kieru otoko...) - Chapitre 134 : 演じる男 (Enjiru otoko...) - Chapitre 135 : 胸さわぎのクリスマス♪ (Munasawagi no kurisumasu♪) - Chapitre 136 : 聖夜のトナカイ♪ (Seiya no tonakai) - Chapitre 137 : サンタの贈り物♪ (Santa no okurimono) - Chapitre 138 : 男たちのＸｍａｓバトル♪ (Otoko-tachi no kurisumasu batoru ♪) - Chapitre 139 : 聖なるグビ・コン・チュ♪ (Seinaru gubi kon chu) - Chapitre 140 : ウィ～～ウィ～～♪ (Ui～～Ui～～♪) |                  |                   |                   |                   |
| 14 | 6 juin 2018      | 978-4-06-511622-7 | 20 septembre 2023 | 978-2-8116-5720-8 |
| Liste des chapitres : - Chapitre 141 : 好奇心の男‥‥。 (Kōkishin no otoko...) - Chapitre 142 : 招かれし男‥‥。 (Maneka reshi otoko...) - Chapitre 143 : ルガーの男‥‥。 (Rugā no otoko...) - Chapitre 144 : ハンモックの男‥‥。 (Hanmokku no otoko...) - Chapitre 145 : 年の瀬の男‥‥。 (Toshinose no otoko...) - Chapitre 146 : 兄ｖｓ．妹、其の一‥‥。 (Ani vs. Imōto, sono ichi...) - Chapitre 147 : 兄ｖｓ．妹、其の二‥‥。 (Ani vs. Imōto, sono ni...) - Chapitre 148 : 兄ｖｓ．妹、其の三‥‥。 (Ani vs. Imōto, sono san...) - Chapitre 149 : 年越しの男‥‥。 (Toshikoshi no otoko...) - Chapitre 150 : 元旦の男‥‥。 (Gantan no otoko...) - Chapitre 151 : お正月明けの女‥‥。 (Oshōgatsu-ake no on'na...) |                  |                   |                   |                   |
| 15 | 6 septembre 2018 | 978-4-06-512822-0 | 6 décembre 2023   | 978-2-8116-5721-5 |
| Liste des chapitres : - Chapitre 152 : 一軒家の男‥‥。 (Ikken'ya no otoko...) - Chapitre 153 : 落花生の男‥‥。 (Rakkasei no otoko...) - Chapitre 154 : 少女の記憶‥‥。 (Shōjo no kioku...) - Chapitre 155 : プロデューサーの男‥‥。 (Purodeyūsā no otoko...) - Chapitre 156 : トラウマの男‥‥。 (Torauma no otoko...) - Chapitre 157 : ヒトヨノデキゴト‥‥。 (Hitoyonodekigoto...) - Chapitre 158 : 鉄板焼きの男‥‥。 (Teppan-yaki no otoko...) - Chapitre 159 : タネあかしの男‥‥。 (Tane akashi no otoko...) - Chapitre 160 : トントンする男‥‥。 (Tonton suru otoko) - Chapitre 161 : ハンバーガーの男‥‥。 (Hanbāgā no otoko) - Chapitre 162 : 口説かれる男‥‥。 (Kudoka reru otoko...) |                  |                   |                   |                   |
| 16 | 6 décembre 2018  | 978-4-06-513841-0 | 6 mars 2024       | 978-2-8116-5722-2 |
| Liste des chapitres : - Chapitre 163 : 日本の男‥‥。 (Nihon no otoko...) - Chapitre 164 : 揉まれる男‥‥。 (Momareru otoko...) - Chapitre 165 : あの時の男‥‥。 (Ano toki no otoko) - Chapitre 166 : 名づけられし男‥‥。 (Nadzuke rareshi otoko...) - Chapitre 167 : 地獄からの使者‥‥。 (Jigoku kara no shisha...) - Chapitre 168 : カチコミの男‥‥。 (Kachikomi no otoko...) - Chapitre 169 : アメとムチの男‥‥。 (Ametomuchi no otoko...) - Chapitre 170 : 球撞きの男‥‥。 (Tamatsuki no otoko...) - Chapitre 171 : ＳＥＸしたい男‥‥。 (SEX shitai otoko...) - Chapitre 172 : 登山家の男‥‥。 (Tozan-ka no otoko...) - Chapitre 173 : １５分１０万円の男‥‥。 (15-fun 10 man-en no otoko...) |                  |                   |                   |                   |
| 17 | 6 mars 2019      | 978-4-06-515397-0 | 5 juin 2024       | 978-2-8116-5723-9 |
| Liste des chapitres : - Chapitre 174 : 戯れる男‥‥。 (Tawamureru otoko...) - Chapitre 175 : 贈られし男‥‥。 (Okura reshi otoko...) - Chapitre 176 : その日の男‥‥。 (Sonohi no otoko...) - Chapitre 177 : 乱れる女‥‥。 (Midareru on'na...) - Chapitre 178 : リテイクの男‥‥。 (Riteiku no otoko) - Chapitre 179 : ピクッとくる女‥‥。 (Pikutto kuru on'na) - Chapitre 180 : 筋金入りの男‥‥。 (Sujiganeiri no otoko) - Chapitre 181 : 掛け合う男‥‥。 (Kakeau otoko...) - Chapitre 182 : 掛け合う女‥‥。 (Kakeau on'na...) - Chapitre 183 : 忍び込む女‥‥。 (Shinobikomu on'na...) - Chapitre 184 : なってみたい男‥‥。 (Natte mitai otoko...) |                  |                   |                   |                   |
| 18 | 6 juin 2019      | 978-4-06-516126-5 | 11 septembre 2024 | 978-2-8116-5724-6 |
| Liste des chapitres : - Chapitre 185 : おとぎ話の男‥‥。 (Otogibanashi no otoko...) - Chapitre 186 : 解かれる男‥‥。 (Toka reru otoko...) - Chapitre 187 : 戻らない男‥‥。 (Modoranai otoko...) - Chapitre 188 : 狼狽える男‥‥。 (Urotaeru otoko...) - Chapitre 189 : 新入りの男‥‥。 (Shin'iri no otoko...) - Chapitre 190 : 攻める女‥‥。 (Semeru on'na...) - Chapitre 191 : 怪演の男‥‥。 (Kaien no otoko...) - Chapitre 192 : 許せない男‥‥。 (Yurusenai otoko...) - Chapitre 193 : 抗う二人‥‥。 (Aragau futari...) - Chapitre 194 : 初対面の男‥‥。 (Shotaimen no otoko...) - Chapitre 195 : 最高傑作の男‥‥。 (Saikō kessaku no otoko...) |                  |                   |                   |                   |
| 19 | 6 septembre 2019 | 978-4-06-516938-4 | 8 janvier 2025    | 978-2-8116-5725-3 |
| Liste des chapitres : - Chapitre 196 : 空気の男‥‥。 (Kūki no otoko...) - Chapitre 197 : 包まれし男‥‥。 (Tsutsuma reshi otoko...) - Chapitre 198 : 逃げる男‥‥。 (Nigeru otoko...) - Chapitre 199 : 飛ぶ男‥‥。 (Tobu otoko...) - Chapitre 200 : 沈む男・・・・。 (Shizumu otoko...) - Chapitre 201 : 眠る女・・・・。 (Nemuru on'na...) - Chapitre 202 : 知りすぎた女・・・・。 (Shiri sugita on'na...) - Chapitre 203 : 怒れる男・・・・。 (Okoreru otoko...) - Chapitre 204 : 天涯孤独の男・・・・。 (Tengaikodoku no otoko...) - Chapitre 205 : 友達の男・・・・。 (Tomodachi no otoko...) - Chapitre 206 : マッサージチェアの男・・・・。 (Massājichea no otoko...) |                  |                   |                   |                   |
| 20 | 6 décembre 2019  | 978-4-06-517853-9 | 19 mars 2025      | 978-2-8116-5726-0 |
| Liste des chapitres : - Chapitre 207 : 出て行く男・・・・。 (Deteiku otoko...) - Chapitre 208 : 楽しそうな男・・・・。 (Tanoshi-sōna otoko...) - Chapitre 209 : 聴診器の男・・・・。 (Chōshinki no otoko...) - Chapitre 210 : ひとりぽっちの男・・・・。 (Hitori pocchino otoko...) - Chapitre 211 : 渋すぎる男・・・・。 (Shibu sugiru otoko...) - Chapitre 212 : 思い出す女・・・・。 (Omoidasu on'na...) - Chapitre 213 : 願う女・・・・。 (Negau on'na...) - Chapitre 214 : カレーライスの夜・・・・。 (Karēraisu no yoru...) - Chapitre 215 : 単三電池の男・・・・。 (Tansandenchi no otoko...) - Chapitre 216 : お漏らしの男・・・・。 (O morashi no otoko...) - Chapitre 217 : 三歩前の男・・・・。 (San-po mae no otoko...) |                  |                   |                   |                   |
| 21 | 6 mars 2020      | 978-4-06-518813-2 | 18 juin 2025      | 978-2-8116-9741-9 |
| Liste des chapitres : - Chapitre 218 : 欺く男・・・・。 (Azamuku otoko...) - Chapitre 219 : デザートの男たち・・・・。 (Dezāto no otoko-tachi...) - Chapitre 220 : 疲れた男・・・・。 (Tsukareta otoko...) - Chapitre 221 : 申し出る女・・・・。 (Mōshideru on'na...) - Chapitre 222 : 鳥肌の男・・・・。 (Torihada no otoko...) - Chapitre 223 : 固定電話の男・・・・。 (Kotei denwa no otoko...) - Chapitre 224 : 複雑な男・・・・。 (Fukuzatsuna otoko...) - Chapitre 225 : ８点の男・・・・。 (8-Ten no otoko...) - Chapitre 226 : お膳立ての男・・・・。 (Ozendate no otoko...) - Chapitre 227 : 覚悟の男・・・・。 (Kakugo no otoko...) - Chapitre 228 : バリカンの男・・・・。 (Barikan no otoko...) |                  |                   |                   |                   |
| 22 | 5 juin 2020      | 978-4-06-519984-8 | 17 septembre 2025 | 978-2-8116-9742-6 |
| Liste des chapitres : - Chapitre 229 : 寝転ぶ男・・・・。 (Nekorobu otoko...) - Chapitre 230 : ラシャの男・・・・。 (Rasha no otoko...) - Chapitre 231 : テントの男・・・・。 (Tento no otoko...) - Chapitre 232 : 崩れゆく男・・・・。 (Kuzure yuku otoko...) - Chapitre 233 : 運転手の男・・・・。 (Untenshu no otoko...) - Chapitre 234 : 上に立つ男・・・・。 (Ue ni tatsu otoko...) - Chapitre 235 : 話がある男・・・・。 (Hanashi ga aru otoko...) - Chapitre 236 : 天国の男・・・・。 (Tengoku no otoko...) - Chapitre 237 : 父親の男・・・・。 (Chichioya no otoko...) - Chapitre 238 : お別れの男・・・・。 (O wakare no otoko...) - Chapitre 239 : 旅立つ男・・・・。 (Tabidatsu otoko...) - Chapitre final : ふつうの男・・・・。 (Futsū no otoko...) |                  |                   |                   |                   |

#### The Fable: The Second Contact
| no | Japonais        | Japonais          |
| no | Date de sortie  | ISBN              |
| --- | --------------- | ----------------- |
| 1 | 5 novembre 2021 | 978-4-06-525838-5 |
| Liste des chapitres : - Chapitre 1 : ありがとうの男‥‥。 (Arigatō no otoko...) - Chapitre 2 : 一期一会の男‥‥。 (Ichigoichie no otoko...) - Chapitre 3 : 直伝の女‥‥。 (Jikiden no on'na...) - Chapitre 4 : 立体パズルの女‥‥。 (Rittai pazuru no on'na...) - Chapitre 5 : コメンテーターの男‥‥。 (Komentētā no otoko...) - Chapitre 6 : 新婚ボケの男‥‥。 (Shinkon boke no otoko...) - Chapitre 7 : 動き出す男‥‥。 (Ugokidasu otoko...) |                 |                   |
| 2 | 4 février 2022  | 978-4-06-526825-4 |
| Liste des chapitres : - Chapitre 8 : 屋根裏の男‥‥。 (Yaneura no otoko...) - Chapitre 9 : 元カレの男‥‥。 (Moto kare no otoko...) - Chapitre 10 : 案ずる男‥‥。 (Anzuru otoko...) - Chapitre 11 : 力尽きた女‥‥。 (Chikaratsukita on'na...) - Chapitre 12 : 芸術な男‥‥。 (Geijutsuna otoko...) - Chapitre 13 : あっという間の男‥‥。 (Attoiuma no otoko...) - Chapitre 14 : いわし缶の男たち‥‥。 (Iwashi kan no otoko-tachi...) - Chapitre 15 : 満塁の男たち‥‥。 (Manrui no otoko-tachi...) - Chapitre 16 : 自己責任の男‥‥。 (Jiko sekinin no otoko...) - Chapitre 17 : 疫病神の男‥‥。 (Yakubyōgami no otoko...)                     |                 |                   |
| 3 | 6 mai 2022      | 978-4-06-527794-2 |
| Liste des chapitres : - Chapitre 18 : レンタルおっちゃんの女‥‥。 (Rentaru otchan no on'na...) - Chapitre 19 : 出てゆく女‥‥。 (Dete yuku on'na...) - Chapitre 20 : ルーマーの男‥‥。 (Rūmā no otoko...) - Chapitre 21 : 潜り込む女‥‥。 (Mogurikomu on'na...) - Chapitre 22 : 騒めく人々‥‥。 (Meku hitobito...) - Chapitre 23 : 考える男‥‥。 (Kangaeru otoko...) - Chapitre 24 : ニュースな男たち‥‥。 (Nyūsuna otoko-tachi...) - Chapitre 25 : バランスアートの男‥‥。 (Baransuāto no otoko...) - Chapitre 26 : ヌードの女‥‥。 (Nūdo no on'na...) - Chapitre 27 : ゴミ屋敷の男‥‥。 (Gomi yashiki no otoko...)                       |                 |                   |
| 4 | 5 août 2022     | 978-4-06-528811-5 |
| Liste des chapitres : - Chapitre 28 : 好きにする男 (Suki ni suru otoko...) - Chapitre 29 : 尾けられし者 (O kera reshi mono...) - Chapitre 30 : あの顔の男 (Ano kao no otoko...) - Chapitre 31 : フルコースの男 (Furukōsu no otoko...) - Chapitre 32 : 三流らしき男 (Sanryūrashiki otoko...) - Chapitre 33 : ルール違反の男 (Rūru ihan no otoko...) - Chapitre 34 : カツラの男 (Katsura no otoko...) - Chapitre 35 : クセの悪い男 (Kuse no warui otoko...) - Chapitre 36 : デジャブの男‥‥。 (Dejabu no otoko...) - Chapitre 37 : クソみたいな男‥‥。 (Kuso mitaina otoko...)                                                      |                 |                   |
| 5 | 4 novembre 2022 | 978-4-06-529751-3 |
| Liste des chapitres : - Chapitre 38 : 主導権の男‥‥。 (Shudō-ken no otoko...) - Chapitre 39 : 無音の男‥‥。 (Muon no otoko...) - Chapitre 40 : ニヤニヤする男‥‥。 (Niyaniya suru otoko...) - Chapitre 41 : ラジカセの男‥‥。 (Rajikase no otoko...) - Chapitre 42 : 続ニヤニヤする男‥‥。 (Zoku niyaniya suru otoko...) - Chapitre 43 : ジョギングの男‥‥。 (Jogingu no otoko...) - Chapitre 44 : 初めて来た男‥‥。 (Hajimete kita otoko...) - Chapitre 45 : わかりやすい男‥‥。 (Wakari yasui otoko‥‥.) - Chapitre 46 : 無関心な男‥‥。 (Mu kanshin na otoko‥‥.) - Chapitre 47 : 握手する男‥‥。 (Akushu suru otoko‥‥.)                 |                 |                   |
| 6 | 6 février 2023  | 978-4-06-530708-3 |
| Liste des chapitres : - Chapitre 48 : 招かざる男‥‥。 (Manekazaru otoko‥‥.) - Chapitre 49 : 暗がりの男‥‥。 (Kuragari no otoko‥‥.) - Chapitre 50 : 悪気のない男‥‥。 (Warugi no nai otoko‥‥.) - Chapitre 51 : 厳選する男‥‥。 (Gensen suru otoko‥‥.) - Chapitre 52 : 本気の男‥‥。 (Honki no otoko‥‥.) - Chapitre 53 : 頼もしい男‥‥。 (Tanomoshī otoko‥‥.) - Chapitre 54 : 狙われる男‥‥。 (Nerawareru otoko‥‥.) - Chapitre 55 : カワイイ女‥‥。 (Kawaī onna‥‥.) - Chapitre 56 : 消えた男‥‥。 (Kieta otoko‥‥.) - Chapitre 57 : 黒い目の女‥‥。 (Kuroi me no onna‥‥.)                                                                    |                 |                   |
| 7 | 8 mai 2023      | 978-4-06-531689-4 |
| Liste des chapitres : - Chapitre 58 : 寸止めの男‥‥。 (Sundome no otoko‥‥.) - Chapitre 59 : 続・悪気のない男‥‥。 (Zoku. warugi no nai otoko‥‥.) - Chapitre 60 : 珍しい男‥‥。 (Mezurashī otoko‥‥.) - Chapitre 61 : とりあえずの男‥‥。 (Toriaezu no otoko‥‥.) - Chapitre 62 : コルチゾールの男‥‥。 (Koruchizōru no otoko‥‥.) - Chapitre 63 : トンネル視野の男‥‥。 (Tonneru shiya no otoko‥‥.) - Chapitre 64 : マスクを取る男‥‥。 (Masuku o toru otoko‥‥.) - Chapitre 65 : ムズがゆい男‥‥。 (Mu zu ga yui otoko‥‥.) - Chapitre 66 : ダンボールの男‥‥。 (Dan bōru no otoko‥‥.) - Chapitre 67 : 引っかかる男‥‥。 (Hikkakaru otoko‥‥.) |                 |                   |
| 8 | 4 août 2023     | 978-4-06-532657-2 |
| Liste des chapitres : - Chapitre 68 : 帰りたい女‥‥。 (Kaeritai onna‥‥.) - Chapitre 69 : 追加料金の男‥‥。 (Tsuika ryōkin no otoko‥‥.) - Chapitre 70 : 40秒の女‥‥。 (40 byō no onna‥‥.) - Chapitre 71 : そのセリフの男‥‥。 (Sono serifu no otoko‥‥.) - Chapitre 72 : カッコ悪い男‥‥。 (Kakko warui otoko‥‥.) - Chapitre 73 : 約束する男‥‥。 (Yakusoku suru otoko‥‥.) - Chapitre 74 : 声がデカい男‥‥。 (Koe ga dekai otoko‥‥.) - Chapitre 75 : バカバカしい女‥‥。 (Bakabakashī onna‥‥.) - Chapitre 76 : 滑りおりる男‥‥。 (Suberioriru otoko‥‥.) - Chapitre 77 : 兄弟だった男‥‥。 (Kyōdai datta otoko‥‥.)                           |                 |                   |
| 9 | 6 novembre 2023 | 978-4-06-533625-0 |
| Liste des chapitres : - Chapitre 78 : 残されし男たち‥‥。 (Nokosare shi otoko-tachi‥‥.) - Chapitre 79 : 水飲み場の男‥‥。 (Mizunomi ba no otoko‥‥.) - Chapitre 80 : 申し訳ない男‥‥。 (Mōshiwake nai otoko‥‥.) - Chapitre 81 : モニター越しの男‥‥。 (Monitā-goshi no otoko‥‥.) - Chapitre 82 : ただいまの男‥‥。 (Tadaima no otoko‥‥.) - Chapitre 83 : かすり傷の男‥‥。 (Kasurikizu no otoko‥‥.) - Chapitre 84 : 限界の男‥‥。 (Genkai no otoko‥‥.) - Chapitre 85 : 委ねる男‥‥。 (Yudaneru otoko‥‥.) - Chapitre 86 : 経験する男‥‥。 (Keiken suru otoko‥‥.)                                                                           |                 |                   |

## Réception
En janvier 2021, le manga compte plus de 8 millions de copies en circulation dans le monde. En 2017, la série remporte le 41e Prix du manga Kōdansha dans la catégorie « Général » . Le tome 13 de la série est nommé en sélection officielle du Festival d'Angoulême 2024.

### Œuvres
Édition japonaise
The Fable
1. 1 2  (ja) « ザ・ファブル（１） », sur Kōdansha (consulté le 14 mai 2021)
2. 1 2  (ja) « ザ・ファブル（２） », sur Kōdansha (consulté le 14 mai 2021)
3. 1 2  (ja) « ザ・ファブル（３） », sur Kōdansha (consulté le 14 mai 2021)
4. 1 2  (ja) « ザ・ファブル（４） », sur Kōdansha (consulté le 14 mai 2021)
5. 1 2  (ja) « ザ・ファブル（５） », sur Kōdansha (consulté le 14 mai 2021)
6. 1 2  (ja) « ザ・ファブル（６） », sur Kōdansha (consulté le 14 mai 2021)
7. 1 2  (ja) « ザ・ファブル（７） », sur Kōdansha (consulté le 14 mai 2021)
8. 1 2  (ja) « ザ・ファブル（８） », sur Kōdansha (consulté le 14 mai 2021)
9. 1 2  (ja) « ザ・ファブル（９） », sur Kōdansha (consulté le 14 mai 2021)
10. 1 2  (ja) « ザ・ファブル（１０） », sur Kōdansha (consulté le 14 mai 2021)
11. 1 2  (ja) « ザ・ファブル（１１） », sur Kōdansha (consulté le 14 mai 2021)
12. 1 2  (ja) « ザ・ファブル（１２） », sur Kōdansha (consulté le 14 mai 2021)
13. 1 2  (ja) « ザ・ファブル（１３） », sur Kōdansha (consulté le 14 mai 2021)
14. 1 2  (ja) « ザ・ファブル（１４） », sur Kōdansha (consulté le 14 mai 2021)
15. 1 2  (ja) « ザ・ファブル（１５） », sur Kōdansha (consulté le 14 mai 2021)
16. 1 2  (ja) « ザ・ファブル（１６） », sur Kōdansha (consulté le 14 mai 2021)
17. 1 2  (ja) « ザ・ファブル（１７） », sur Kōdansha (consulté le 14 mai 2021)
18. 1 2  (ja) « ザ・ファブル（１８） », sur Kōdansha (consulté le 14 mai 2021)
19. 1 2  (ja) « ザ・ファブル（１９） », sur Kōdansha (consulté le 14 mai 2021)
20. 1 2  (ja) « ザ・ファブル（２０） », sur Kōdansha (consulté le 14 mai 2021)
21. 1 2  (ja) « ザ・ファブル（２１） », sur Kōdansha (consulté le 14 mai 2021)
22. 1 2  (ja) « ザ・ファブル（２２） », sur Kōdansha (consulté le 14 mai 2021)

The Fable: The Second Contact
1. 1 2  (ja) « ザ・ファブル　Ｔｈｅ　ｓｅｃｏｎｄ　ｃｏｎｔａｃｔ（１） », sur Kōdansha (consulté le 2 novembre 2021)
2. 1 2  (ja) « ザ・ファブル　Ｔｈｅ　ｓｅｃｏｎｄ　ｃｏｎｔａｃｔ（２） », sur Kōdansha (consulté le 25 janvier 2022)
3. 1 2  (ja) « ザ・ファブル　Ｔｈｅ　ｓｅｃｏｎｄ　ｃｏｎｔａｃｔ（３） », sur Kōdansha (consulté le 22 septembre 2022)
4. 1 2  (ja) « ザ・ファブル　Ｔｈｅ　ｓｅｃｏｎｄ　ｃｏｎｔａｃｔ（4） », sur Kōdansha (consulté le 22 septembre 2022)
5. 1 2  (ja) « ザ・ファブル　Ｔｈｅ　ｓｅｃｏｎｄ　ｃｏｎｔａｃｔ（5） », sur Kōdansha (consulté le 22 septembre 2022)
6. 1 2  (ja) « ザ・ファブル　Ｔｈｅ　ｓｅｃｏｎｄ　ｃｏｎｔａｃｔ（6） », sur Kōdansha (consulté le 22 septembre 2022)
7. 1 2  (ja) « ザ・ファブル　Ｔｈｅ　ｓｅｃｏｎｄ　ｃｏｎｔａｃｔ（7） », sur Kōdansha (consulté le 22 septembre 2022)
8. 1 2  (ja) « ザ・ファブル　Ｔｈｅ　ｓｅｃｏｎｄ　ｃｏｎｔａｃｔ（8） », sur Kōdansha (consulté le 22 septembre 2022)
9. 1 2  (ja) « ザ・ファブル　Ｔｈｅ　ｓｅｃｏｎｄ　ｃｏｎｔａｃｔ（9） », sur Kōdansha (consulté le 22 septembre 2022)

Édition française
The Fable
1. 1 2  « The Fable Tome 1 », sur Pika Edition (consulté le 14 mai 2021)
2. 1 2  « The Fable Tome 2 », sur Pika Edition (consulté le 14 mai 2021)
3. 1 2  « The Fable Tome 3 », sur Pika Edition (consulté le 14 mai 2021)
4. 1 2  « The Fable Tome 4 », sur Pika Edition (consulté le 24 août 2021)
5. 1 2  « The Fable Tome 5 », sur Pika Edition (consulté le 2 novembre 2021)
6. 1 2  « The Fable Tome 6 », sur Pika Edition (consulté le 13 décembre 2021)
7. 1 2  « The Fable Tome 7 », sur Pika Edition (consulté le 19 février 2022)
8. 1 2  « The Fable Tome 8 », sur Pika Edition (consulté le 8 avril 2022)
9. 1 2  « The Fable Tome 9 », sur Pika Édition (consulté le 21 juin 2022)
10. 1 2  « The Fable Tome 10 », sur Pika Édition (consulté le 22 septembre 2022)
11. 1 2  « The Fable Tome 11 », sur Pika Édition (consulté le 22 septembre 2022)
12. 1 2  « The Fable Tome 12 », sur Pika Édition (consulté le 22 septembre 2022)
13. 1 2  « The Fable Tome 13 », sur Pika Édition (consulté le 22 septembre 2022)
14. 1 2  « The Fable Tome 14 », sur Pika Édition (consulté le 22 septembre 2022)
15. 1 2  « The Fable Tome 15 », sur Pika Édition (consulté le 22 septembre 2022)
16. 1 2  « The Fable Tome 16 », sur Pika Édition (consulté le 22 septembre 2022)
17. 1 2  « The Fable Tome 17 », sur Pika Édition (consulté le 22 septembre 2022)
18. 1 2  « The Fable Tome 18 », sur Pika Édition (consulté le 15 juin 2025)
19. 1 2  « The Fable Tome 19 », sur Pika Édition (consulté le 15 juin 2025)
20. 1 2  « The Fable Tome 20 », sur Pika Édition (consulté le 15 juin 2025)
21. 1 2  « The Fable Tome 21 », sur Pika Édition (consulté le 15 juin 2025)
22. 1 2  « The Fable Tome 22 », sur Pika Édition (consulté le 15 juin 2025)